# Сержант міліції (фільм)
«Сержант міліції» (рос. «Сержант милиции») — радянський трисерійний телевізійний детективний художній фільм, поставлений на кіностудії «Ленфільм» в 1974 році режисером Гербертом Раппапортом. Знятий за мотивами однойменної повісті Івана Лазутіна.

## Сюжет
Молодому співробітникові міліції, сержанту Миколі Захарову (Мінін), що одночасно закінчує навчання на юридичному факультеті університету, доручають розслідувати напад і пограбування, скоєні по відношенню до Олексія Сєверцева (Александров), абітурієнта, який приїхав з далекого міста вступати до ленінградського вищого навчального закладу. За участю більш досвідченого майора Григор'єва (Краско) сержанту вдається розкрити злочин і практично поодинці знешкодити банду на чолі з її цинічним і жорстоким лідером «Князем» (Янковський), за це сержантові присвоюють звання молодший лейтенант міліції. Одночасно з детективною лінією сюжету розкриваються його складові частини — романтична (закоханість героя) і соціальна (відповідальність за вибір професії, почуття обов'язку).

## У ролях
- Олексій Мінін — сержант міліції, а згодом молодший лейтенант міліції Микола Іванович Захаров, студент-заочник
- Любов Соколова —  Захарова, мати Миколи
- Тетяна Ведєнєєва —  Наташа Лубова, студентка філологічного факультету
- Олександр Александров —  Олексій Сєверцев
- Сергій Межов —  Віктор Ленчик, студент філологічного факультету
- Іван Краско —  майор Григор'єв
- Анатолій Столбов —  лейтенант Гусеніцин
- Микита Ширяєв —  Толік (Анатолій Сергійович) Максаков
- Олена Алексєєва —  Катя Смирнова, подруга Толі Максакова
- Олег Янковський —  «Князь»
- Станіслав Купецький —  Гена «Сірий»
- Михайло Васильєв —  Юрій Миколайович Гончаров, геолог, покупець «Волги»
- Валентина Чемберг —  Олена Прохорівна, мати Наташі
- Ірина Борисова —  Наталка, студентка медінституту
- Борис Тетерін —  капітан міліції Григорій Трофімов, слідчий
- Світлана Меньшикова —  Льоля (Ольга Уткіна), касирка з Новосибірська
- Віктор Чекмарьов —  Пєтухов
- Геннадій Нілов —  лікар
- Віра Кузнєцова — Курушина Тетяна Григорівна, тітка Пєтухових
- Валентина Пугачова — дочка Петухова

## Знімальна група
- Сценарій —  Фелікс Міронер
- Постановка —  Герберт Раппапорт
- Головний оператор —  Ростислав Давидов
- Головний художник —  Євген Гуков
- Композитор —  Олександр Мнацаканян